# Máximo Gómez Airport
Máximo Gómez Airport är en flygplats i Kuba.   Den ligger i provinsen Provincia de Ciego de Ávila, i den centrala delen av landet, 400 km öster om huvudstaden Havanna. Máximo Gómez Airport ligger 102 meter över havet.
Terrängen runt Máximo Gómez Airport är platt, och sluttar österut. Runt Máximo Gómez Airport är det ganska tätbefolkat, med 111 invånare per kvadratkilometer. Närmaste större samhälle är Ciro Redondo, 8,9 km öster om Máximo Gómez Airport. Trakten runt Máximo Gómez Airport består till största delen av jordbruksmark.